# Sara Martín
Sara Martín Martín (Aranda de Duero, 22 de marzo de 1999) es una ciclista profesional española que desde 2021 corre para el equipo Movistar Team de categoría UCI Women's WorldTeam.

## Biografía
Natural de Aranda de Duero, de niña practicó varios deportes, entre ellos triatlón y duatlón. Con 14 años comenzó a competir en ciclismo. Desde 2016 participó en cinco Europeos consecutivos con la selección española. alle En 2018 ganó su primera carrera, en la modalidad sub-23, Torneo Euskaldun de Eibar.
En 2021 se graduó en Ciencias Químicas por la Universidad de Valladolid.

## Palmarés
2020
- 2.ª en el Campeonato de España Contrarreloj

2021
- 2.ª en el Campeonato de España Contrarreloj [3]
- 3.ª en el Campeonato de España en Ruta [3]

2023
- 1 etapa de la Vuelta a Andalucía[4]
- 2.ª en el Campeonato de España en Ruta [5]

2025
- Campeonato de España en Ruta

## Resultados en Grandes Vueltas y Campeonatos del Mundo
Durante su carrera deportiva ha conseguido los siguientes puestos en las Grandes Vueltas femeninas y en los Campeonatos del Mundo en carretera:
| Carrera              | Carrera              | 2018 | 2019 | 2020 | 2021 | 2022 | 2023 | 2024 | 2025  |
| -------------------- | -------------------- | ---- | ---- | ---- | ---- | ---- | ---- | ---- | ----- |
|                      | Giro de Italia       | —    | —    | —    | 71.ª | —    | 83.ª | 54.ª | 65.ª  |
|                      | Tour de l'Aude       | X    | X    | X    | X    | X    | X    | X    | X     |
|                      | Tour de Francia      | X    | X    | X    | X    | —    | —    | 46.ª | 120.ª |
| Mundial en Ruta      | Mundial en Ruta      | —    | —    | 79.ª | 69.ª | Ab.  | Ab.  | 53.ª |       |
| Mundial Contrarreloj | Mundial Contrarreloj | —    | —    | 39.ª | ―    | —    | 43.ª | —    |       |

-: no participa
Ab.: abandono

X: ediciones no celebradas

## Equipos
- Sopela Women's Team (2018-2020)
- Movistar Team (2021-)